# Лаврентій
Лаврентій — християнське чоловіче ім'я. В українській мові походить через старослов'янське (староцерк.-слов. Лаѵре́нтїй) та грецьке посередництво від лат. Laurentius, утвореного від Laurens, род. відм. Laurentis («житель міста Лаврента», «лаврентієць»).
Українська народна форма — Лаврін. Зменшені форми — Лаврінко, Лаврінонько, Лавріночко, Лаврик, Лавричок, Лавруньо.

## Іменини
- За православним календарем (новий стиль) — 11 січня, 2 і 11 лютого, 20 березня, 23 і 29 травня, 23 серпня (Лаврентій Римський) і 29 серпня, 10 вересня, 4 і 25 жовтня, 6 листопада, 23 грудня[4].
- За католицьким календарем — 8 і 28 січня, 2 лютого, 30 квітня, 30 травня, 12 червня, 21 і 22 липня, 10 серпня (Лаврентій Римський), 5, 20 і 28 вересня, 14 і 24 листопада[5].

## Відомі носії
- Святий Лаврентій
- Лаврентій Зизаній (1560-ті — після 1634) — український мовознавець, письменник, перекладач, педагог, богослов і церковний діяч.
- Лаврентій Чернігівський (1868—1950) — український святий.
- Лаврентій Павлович Берія (1899—1953) — радянський державний та політичний діяч.